# Національна телекомпанія України
Національна телекомпанія України (НТКУ) — колишня державна телерадіокомпанія, що з 1995 по 2016 рік забезпечувала мовлення державних телеканалів по всій території України та окремих областей. НТКУ була створена у 1995 році на базі ліквідованої Державної телерадіомовної компанії України (ДТРКУ) або по іншому: Укртелерадіокомпанія (УТРК).
Серед пріоритетних напрямків  — інформаційно-публіцистичне, науково-популярне, культурологічне, розважальне та спортивне мовлення.

## Історія
- 1 лютого 1939 року в Києві з маленької студії вперше відбулася перша трансляція, що тривала 40 хвилин. Це була демонстрація портрета Серго Орджонікідзе.
- 6 листопада 1951 року з київського телецентру транслювався комуністично-пропагандистський фільм «Велика заграва», а вже наступного дня — урочисті заходи на честь 34-ї річниці Жовтневої революції. Це був перший вихід в ефір після Німецько-радянської війни.
- 1 травня 1952 року з єдиного робочого на телецентрі павільйону («студії Б») в ефір вийшов великий концерт за участі солістів Київського оперного театру імені Т. Шевченка.
- У 1953 році на вулиці Хрещатик, 26 було збудовано Київський телецентр.
- В листопаді 1956 року почали виходити регулярні програми. До того часу лише двічі на день в ефірі з'являлися документальні програми чи художні фільми. На той час усі програми виходили в прямому ефірі, адже в СРСР форма запису з'явилася лише в середині 60-х (у США — 1956 року).
- 20 січня 1965 року на світ з'явилося Українське телебачення.
- З 6 березня 1972 року в Україні почало функціонувати двоканальне телевізійне мовлення.
- У 1983 році розпочинається зведення нового телевізійного центру на вулиці Мельникова (нині Юрія Іллєнка), 42, але працювати він починає лише в 1993 році.
- У 2002 році спільно з Національним космічним агентством України НТКУ розпочала закордонне мовлення. Супутникова трансляція програм Першого телеканалу забезпечує інформаційну присутність України у світовому мас-медійному просторі: програми Першого Національного можуть дивитися не лише в Україні, а й в усьому світі.

### Керівники Національної телекомпанії України

#### Президенти НТКУ
- 01.06.95 — 21.08.1996 Савенко О. М.
- 21.08.96 — 18.11.1996 Кулик З. В. (в. о.)
- 18.11.96 — 01.10.1998 Лешик В. К.
- 05.10.98 — 17.11.1998 Княжицький М. Л.
- 17.11.98 — 21.06.1999 Кулик З. В.
- 21.06.99 — 15.07.1999 Савенко О. М. (в. о.)
- 16.07.99 — 19.11.2001 Долганов В. О.
- 19.11.01 — 28.03.2003 Сторожук І. А.
- 26.03.03 — 25.02.2005 Савенко О. М.
- 25.02.05 — 08.09.2005 Стецьків Т. С.
- 27.10.05 — 18.02.2008 Докаленко В. В.
- 25.02.08 — 17.03.2010 Ілащук В. С.

#### Генеральні директори НТКУ
- 18.03.10 — 20.02.2013 Бенкендорф Є. А.
- 20.02.2013 — 25.03.2014 Пантелеймонов О. Є. (т. в. о.)
- З 25.03.2014 — 01.11.2016 Аласанія З. Г.[4][5]

## Міжнародна співпраця

### Співпраця з Європейською спілкою мовників
З 1 січня 1993 року Укртелерадіокомпанія (з 3.1.1995 року Національна телерадіокомпанія України) стає дійсним Членом Європейської спілки мовників (European Broadcasting Union). Таким чином, Україна задекларувала наміри бути невід'ємною частиною міжнародного інформаційного простору, розвивати телевізійне мовлення відповідно до сучасних телевізійних стандартів та технологій, ініціювати нові можливості та форми співробітництва.

Пісенний конкурс Євробачення 2005

Дитяче Євробачення 2009

Завдяки членству в ЄМС Національна телекомпанія України є ексклюзивним партнером на території України з трансляції усіх Олімпійських Ігор, починаючи з 1994 року (Ліллехаммер) та включаючи Олімпійські Ігри 2016 року, Чемпіонатів Європи з футболу 2000, 2004, 2008 та 2012 років, Чемпіонатів світу з футболу 1998, 2002 та 2010 років, європейських та світових чемпіонатів з різних видів спорту за участю найкращих українських спортсменів.
Починаючи з 2003 року НТКУ стає ексклюзивним партнером ЄМС на території України з трансляції Пісенного конкурсу Євробачення протягом 2003—2010 років, Дитячого Пісенного Конкурсу Євробачення протягом 2006—2010 років, Танцювального конкурсу Євробачення протягом 2007—2008 років, Конкурсу молодих музикантів «Євробачення — 2008», Конкурсу молодих танцюристів «Євробачення — 2003».
Особливими роками в історії каналу є 2005 та 2009 роки, коли НТКУ здобуває почесне право на організацію та проведення в Україні Пісенного конкурсу «Євробачення – 2005» та Дитячого Пісенного конкурсу «Євробачення — 2009» відповідно. Проведення зазначених заходів на найвищому державному та організаційному рівні стало важливим та потужним інформаційним приводом для формування позитивного міжнародного іміджу України у світі та отримала високу оцінку з боку Європейської мовної спілки.
Приділяючи особливу увагу молодіжній та дитячий аудиторії, в 2010 році НТКУ приєдналася до нового телевізійного проєкту «Магія цирку», започаткованого Європейською мовною спілкою, який представляє циркове мистецтво різних європейських країн та циркових традицій, обдарованих дітей та різноманіття циркового жанру. А в 2012 році НТКУ стала одним з активних учасників Конкурсу Молодих Музикантів Євробачення-2012, таким чином сприяючи популяризації класичної музики серед молоді України.

### Співпраця з «Euronews»
Національна телекомпанія України на виконання Доручення Президента України від 26 липня 2005 року № 1-1, 772 про здійснення заходів щодо набуття Національною телекомпанією України статусу акціонера міжнародного телевізійного каналу Euronews, стала акціонером Euronews, тим самим задекларувавши наміри України бути невід'ємною частиною глобальної мережі новин.
У листопаді 2009 року НТКУ започаткувала трансляцію щоденних випусків новин «Євроньюз» українською мовою (один раз на день), забезпечивши присутність свого представника в інформаційній команді «Євроньюз» (Ліон, Франція) та виробництво «українського сегменту» власними ресурсами.

#### Створення українськомовної версії Euronews

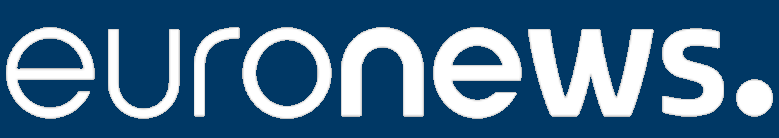
Euronews

21 жовтня 2010 року у Парижі в легендарному готелі «Ridz» генеральний директор НТКУ Єгор Бенкендорф і голова виконавчої ради EuroNews Філіп Кайла підписали Угоду про виробництво міжнародного сервісу EuroNews українською мовою. Також тодішній віце-прем'єр України Борис Колесніков та генеральний директор виконавчої ради Euronews Майкл Пітерс підписали Меморандум про співпрацю між Україною та Euronews.
Завдяки підписанню угоди українська мова стала одинадцятою мовою мовлення телеканалу Euronews, а українські телеглядачі отримали цілодобовий інформаційний канал, орієнтований на висвітлення головних подій в Європі і світі.

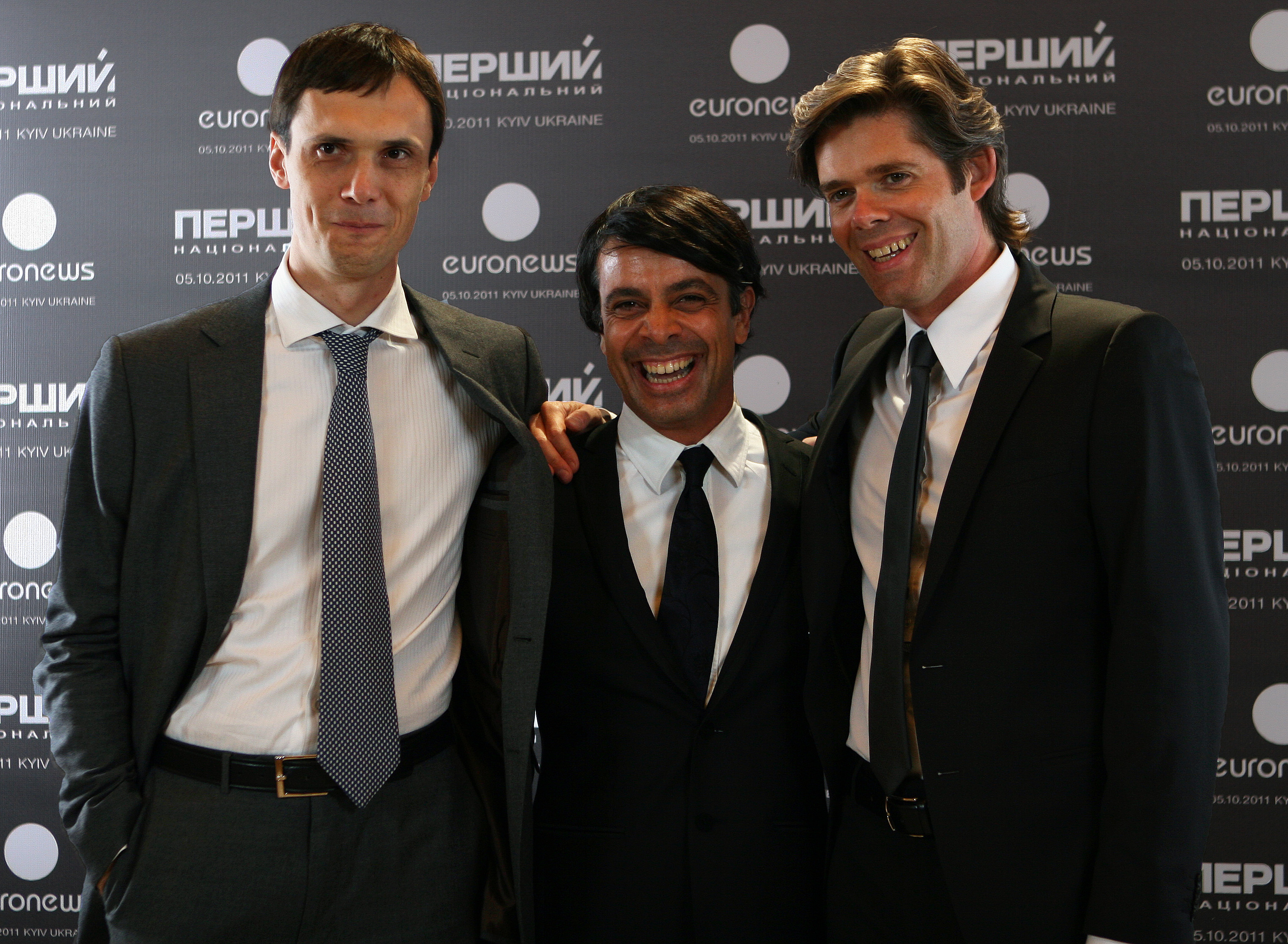
Єгор Бенкендорф, Валід Арфуш, Майк Пітерс

Запуск українськомовної версії відбувся 24 серпня 2011 року. Відтоді з новинами Європи та світу в українськомовній версії провідного європейського інформаційного каналу може ознайомитися аудиторія, що складається з 300 млн домоволодінь в 151 країні світу.
Редакція українськомовної версії знаходиться у штаб-квартирі телеканалу у Ліоні, крім цього Euronews делегував своїх представників для роботи в Україні.
Мовлення Euronews складається з прямих включень та сюжетів про суспільно-політичні, економічні, культурні події в Європі, діяльність європейських органів влади, розвиток науки, соціальні проблеми населення європейських країн. Цілодобове мовлення Euronews є однаковим в усьому світі, однак за умови ідентичного відеоряду текст кожної з одинадцяти мовних версій є оригінальним.

### Міжнародний союз радіо і телебачення (URTI)
Під час Генеральної Асамблеї ЄМС в Баку на початку липня 2010 року Генеральний Директор НТКУ Є. А. Бенкендорф успішно провів переговори з керівництвом Міжнародного Союзу Радіо та Телебачення щодо вступу НТКУ до даної організації. За результатами переговорів НТКУ направила заявку на набуття членства в URTI та отримала статус попереднього членства. Під час Генеральної Асамблеї URTI 21 жовтня 2010 року НТКУ була прийнята в активні члени організації.
Членство НТКУ в URTI надає нові можливості у напрямку міжнародного співробітництва у сфері обміну програм на основі каталогів програм телекомпаній — членів URTI, включаючи можливість надавати програми власного виробництва до каталогу URTI для подальшого розповсюдження серед членів URTI.

### Співпраця з каналом Франс Ентернасйональ (CFI)
У 1994 році між НТКУ і каналом Франс Ентернасйональ CFI було підписано угоду про співпрацю, за якою французька сторона надає Національній телекомпанії України через канали супутникового зв'язку високоякісну різножанрову телепродукцію (документальні, художні, мультиплікаційні фільми, музично-розважальні та інформаційні програми) для показу на території України. Загалом — близько 450 годин на рік змонтованих програм + 270 годин «живого ефіру» (новини, тележурнали тощо).

### Співробітництво з компанією Mitteldeutsche Rudfunk
25 жовтня 2011 року генеральний директор Національної телекомпанії України Єгор Бенкендорф та телевізійний директор німецької компанії Mitteldeutscher Rundfunk (MDR) Вольфганг Фітце підписали договір про співробітництво.

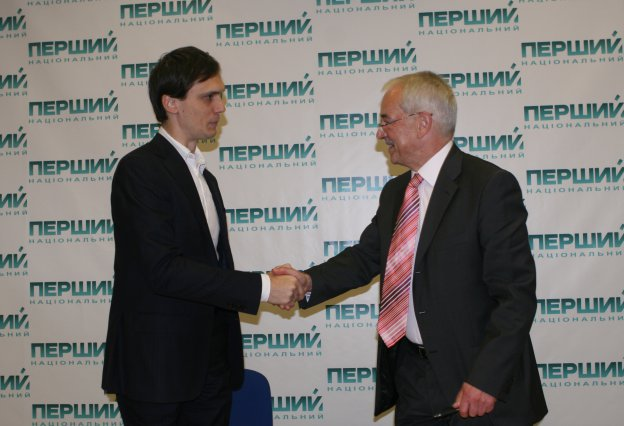
Єгор Бенкендорф та Вольфганг Фітце

Метою підписання договору є прагнення:
- розвивати співробітництво в галузі телебачення;
- сприяти зміцненню зв'язків між Україною і Німеччиною;
- поглиблювати двосторонній українсько-німецький культурний обмін;
- посилити професійні зв'язки між двома організаціями у сфері телевізійного мовлення.

Національна телекомпанія України співпрацює з компанією MDR з 2007 року. За підтримки MDR були проведені «Тижні німецького телебачення на Першому каналі».

### Меморандум про співпрацю із іранською телекомпанією
З 27 по 30 вересня 2010 р. на запрошення Організації радіо і телебачення Ірану в Тегерані перебувала делегація Національної телекомпанії України на чолі з Генеральним директором НТКУ Є. А. Бенкендорфом.
Під час візиту українська делегація провела робочі зустрічі з представниками державних та комерційних ЗМІ, в ході яких обговорила питання двостороннього співробітництва між Іраном та Україною в інформаційній та культурно-гуманітарній сферах.
Так, 28 вересня 2010 р. члени делегації ознайомилися з роботою супутникових телеканалів новин: англомовного «Press-TV» та арабськомовного «Al-Alam», а 29 вересня 2010 р. делегацію прийняв офіційний представник (речник МЗС ІРІ), помічних міністра закордонних справ з особливих питань Р. Мехманпараст. В ході зустрічі сторони обмінялися думками щодо актуальних питань внутрішньої ситуації в Україні та Ірані, останніх подій у світі, наголосили на необхідності об'єктивного та неупередженого висвітлення світовими мас-медіа сучасних міжнародних процесів.
Цього ж дня відбулася кінцева зустріч з керівництвом Організації радіо і телебачення ІРІ та провідних іранських телеканалів, під час якої сторони обмінялися досвідом міжнародної інформаційної діяльності, підбили підсумки візиту, охарактеризувавши його як початок нового етапу відносин між Україною та Іраном в інформаційній сфері, визначили перспективні напрямки співробітництва.
Наприкінці зустрічі Генеральний директор НТКУ Є. А. Бенкендорф та заступник голови Організації радіо і телебачення ІРІ з питань міжнародного співробітництва С. М. Хосейні підписали Меморандум про взаєморозуміння між Національною телекомпанією України та Організацією радіо і телебачення ІРІ. Документ передбачає налагодження спільного виробництва та обмін художніми та документальними фільмами, серіалами, телевізійними програмами, обмін делегаціями журналістів та спеціалістів сфери мас-медіа, розвиток співробітництва у сфері навчання та досліджень, участь у фестивалях тощо.

### Договір про співпрацю із суспільним мовником Грузії
Генеральний директор Першого Національного Єгор Бенкендорф та генеральний директор Суспільного мовника Грузії Георгій Чантурія підписали договір про співпрацю між очолюваними телекомпаніями. НТКУ та СМГ домовились про обмін своїми телевізійними програмами, матеріалами, каталогами, а також про сприяння обміну досвідом у галузі телебачення. У рамках договору всі отримані матеріали можуть використовуватися для створення власного телевізійного продукту.

### Співпраця із Азербайджанською телекомпанією
28 жовтня 2010 року відбулося підписання Угоди про співпрацю між Національною телекомпанією України та ЗАТ «Телебачення та Радіомовлення Азербайджану».

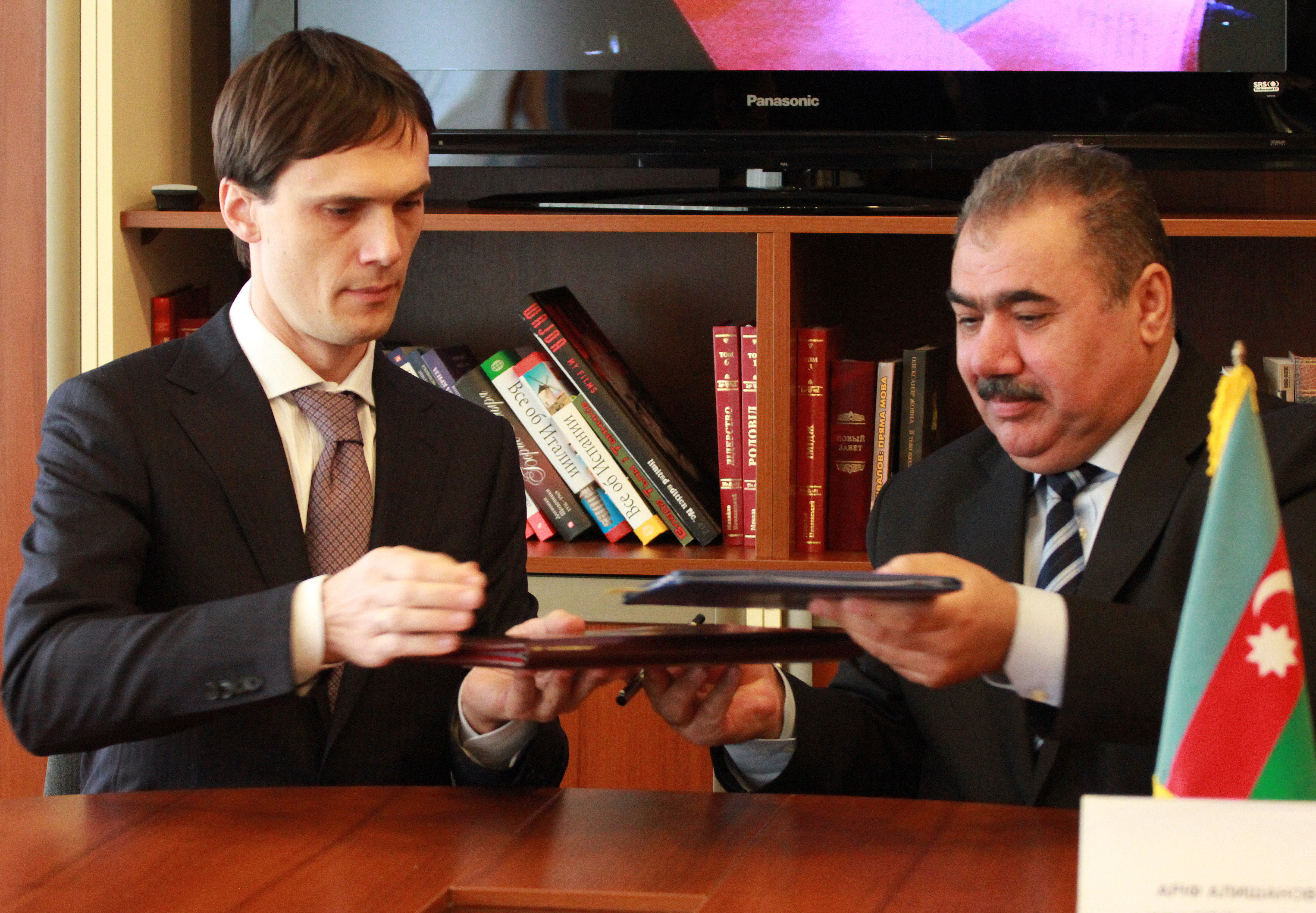
Підписання угоди у Києві

Угоду підписали генеральний директор НТКУ Єгор Бенкендорф та голова ЗАТ «Телебачення та Радіомовлення Азербайджану» Аріф Алишанов.
Згідно з Угодою НТКУ та ЗАТ «Телебачення та Радіомовлення Азербайджану» будуть здійснювати обмін документальними та хронікальними програмами, направляти своїх працівників у відрядження до структурних підрозділів обох телекомпаній, а також співпрацювати у підготовці та реалізації аудіо та відеопродукції різної тематики, висвітленні міжнародних подій та в інших сферах.
Крім того, відповідно до цієї Угоди, НТКУ та ЗАТ «Телебачення та Радіомовлення Азербайджану» можуть на взаємній основі приймати на навчання та стажування спеціалістів.

### Інші угоди
Протягом останніх років були підписані двосторонні угоди про співробітництво НТКУ з такими закордонними компаніями: Hellenic Broadcasting Corporation SA (Греція), ARTE France, Центральне телебачення Китаю CCTV, Хорватською телекомпанією HRT тощо.
Угоди про співробітництво визначають права та зобов'язання в рамках співпраці у галузі телебачення, культурно-гуманітарного та інформаційного співробітництва шляхом взаємного сприяння у доступі до телевізійних програм та відеоматеріалів, включаючи доступ до новин, обміну каталогами, інформацією та досвідом у аудіовізуальній сфері, організації двосторонніх візитів тощо.

### Участь у міжнародних фестивалях
Важливий напрямок роботи — популяризація програм НТКУ у міжнародному медіа просторі. У цьому контексті можна зазначити представлення програм НТКУ у таких міжнародних конкурсах: БАКАФОРУМ (Basel-Karlsruhe Forum) — Швейцарія, Міжнародний конкурс електронних медіа Пібоді Евардс (The Peabody Awards) — США, Конкурс програм Банфф (Banff Program Competition) — Канада, Міжнародний конкурс документальних фільмів ТРТ (International Documentary Film Competition TRT) — Туреччина, Міжнародний конкурс «Найкращі програми співдружності» (Росія), Міжнародний фестиваль телевізійних програм класичної музики «Злата Прага» (Чехія), Міжнародний фестиваль розважальних програм «Intermedia Events» (Болгарія), Міжнародний фестиваль телевізійних фільмів та програм, присвячених країнам, туризму, національним традиціям, фольклору, побуту, історії, географії різних країн, Карлові Вари, Чехія. тощо.

## Сайт телекомпанії
23 травня Перший національний телеканал представив нову версію офіційного сайту з прямою трансляцією ефіру каналу. Так, 60 тис. користувачів дивились онлайн-трансляцію матчів чемпіонату світу з футболу на новому сайті. Трансляція також працює на iPhone та iPad.
Після оновлення сайту у 2012-му році відвідуваність зросла з 1 тис. до 25—30 тис. відвідувачів на місяць, кількість переглядів сторінок становила 80—100 тис. Відвідуваність сайту збільшилася у 30 разів.
| Середньомісячні показники                            | у 2009 році | у 2012 році |
| ---------------------------------------------------- | ----------- | ----------- |
| Середня кількість унікальних відвідувачів (в місяць) | 1 тис.      | 830 тис.    |
| Кількість переглянутих сторінок (на місяць)          | 1.7 тис.    | 2,3 млн     |

Всього після оновлення сайту в 2010 році на початок березня 2012 року сайт відвідало понад 9,3 млн користувачів, які переглянули більш 31 400 000 сторінок. У вигляді окремих сайтів, інтегрованих в офіційний сайт Першого Національного телеканалу були запущені сайти «Спортивні Підсумки», «Електронна бібліотека України», та інші.

## Борги телекомпанії
Заборгованість за взятими зобов'язаннями станом на 2016 р. становила 10 млн євро. Ця сума містила у собі заборгованість перед Євроньюзом.

## Судові справи
У 2010—2011 роках НТКУ виграла близько 200 судових справ, завдяки чому, а також завдяки рішенню кількох спірних питань шляхом укладання мирових угод телекомпанії вдалося заощадити для державного бюджету понад 500 млн грн.

## Перехід до суспільного мовлення
Законом України від 17 квітня 2014 року «Про Суспільне телебачення і радіомовлення України» передбачено утворення Національної суспільної телерадіокомпанії України (НСТУ) — юридичної особи, на яку безпосередньо покладається функціонування новоствореної системи Суспільного телебачення і радіомовлення. Нагляд за діяльністю НСТУ має здійснювати Наглядова рада.
7 квітня 2015 року в прямому ефірі відбулось підписання пакету змін до ухваленого в 2014 році Закону з одночасною презентацією нового логотипу і програмної сітки майбутнього суспільного мовлення за участю перших осіб держави. У прямому ефірі Перший національний телеканал змінив свій логотип на «UA: ПЕРШИЙ».
18 грудня 2015 року Національна рада з питань телебачення і радіомовлення затвердила склад Наглядової ради Суспільного мовлення.
Радою Європи був запущений проект «Зміцнення свободи медіа та створення системи Суспільного мовлення в Україні», що має на меті зміцнити роль медіа та Суспільного мовлення як інструментів для досягнення консенсусу в суспільстві. Загальний бюджет Проекту, що реалізовувався у 2016—2018 роках, становив 1,93 млн євро. Консорціум донорів, що зробили внески в бюджет Плану, включає 16 країн.
19 січня 2017 року була зареєстрована юридична особа ПАТ «Національна суспільна телерадіокомпанія України», з цього дня вступила в свої повноваження Наглядова рада компанії.
10 квітня 2017 року був обраний перший Голова правління Суспільного мовлення на відкритому конкурсі.
Перший сезон Українського радіо у форматі суспільного мовлення розпочався у вересні 2017 року, а новий телевізійний сезон на каналі UA: Перший — у жовтні 2017 року.

## Програми «Першого національного»

### Інформаційно-аналітичне мовлення
Новини «Першого національного» виходили з понеділка по п'ятницю, о 12:00, 15:00 та 18:20 (всі - з сурдоперекладом; до 2012 року - о 18:20)
О 21:00, щодня, крім неділі, виходили «Підсумки дня». У неділю у цей час - «Підсумки тижня. Без політики».
З середини 2010-го року новини суттєво змінили свій зовнішній вигляд — були змінені графіка та студія новин, суттєво збільшений хронометраж, створена недільна підсумкова програма. Всі матеріали останніх випусків та архів новин є змога подивитись на сайті каналу в розділі .

#### Диктори
- Інна Москвіна (Новини),
- Ілона Довгань (Новини),
- Олександр Просяник (Новини),
- Валерія Богренцова (Новини),
- Леся Красун (Новини: світ)
- Андрій Городиський (Новини: світ)

#### Сурдопереклад
- Лада Соколюк,
- Тетяна Журкова.

## Рекорд Книги Гінеса
2 квітня 2012 року о 12:39:27 Україною був побитий світовий рекорд у категорії «найдовший у світі музичний телевізійний марафон національної пісні у прямому етері». Він був зафіксований представниками Книги рекордів Гіннеса та Національного реєстру рекордів України, які постійно стежили за перебігом події. Попередній такий рекорд був встановлений Італією з 21 по 25 березня 2010 року у місті Пезаро і становив 103 години 9 хвилин 26 секунд.
Український телемарафон тривав впродовж 55 годин без перерви (з повною трансляцією в Інтернеті — 110 годин). Організатори телемарафону — Національна телекомпанія України, Київський національний університет культури і мистецтв, телекомпанія «Ера».
«Пісня об'єднує нас!» — це національний проєкт, покликаний популяризувати Україну та українську пісню у світі, зберегти національну ідентичність, сформувати золотий фонд української пісні, виховати почуття патріотизму у молоді, підтримати українську мову та молодих виконавців, консолідувати українське суспільство.
Трансляція марафону «Пісня об'єднує нас!» розпочалася 29 березня о 5:30 в інтернеті на сайті і в цифровій версії Першого, а з 12:30 31 березня — і в прямому етері Першого Національного та телеканалу «Ера».
Над проєктом працювали 2012 людей — музиканти, технічний і творчий персонал. Вдалося залучити як зірок, так і молодих талановитих виконавців. До участі були запрошені виконавці різного віку, що представляють усі жанри — від української народної до сучасної пісні. На сцені виступили представники різних національностей — українці, росіяни, вірмени, грузини, татари та інші.
Рекордний телемарафон України побачили 155 країн.